# Bolitoglossa rufescens
Bolitoglossa rufescens е вид земноводно от семейство Plethodontidae. Видът не е застрашен от изчезване.

## Разпространение
Разпространен е в Белиз, Гватемала, Мексико и Хондурас.

## Описание
Популацията на вида е стабилна.